# Lijst van personen overleden in februari 2025
Dit is een lijst van bekende personen die zijn overleden in februari 2025.

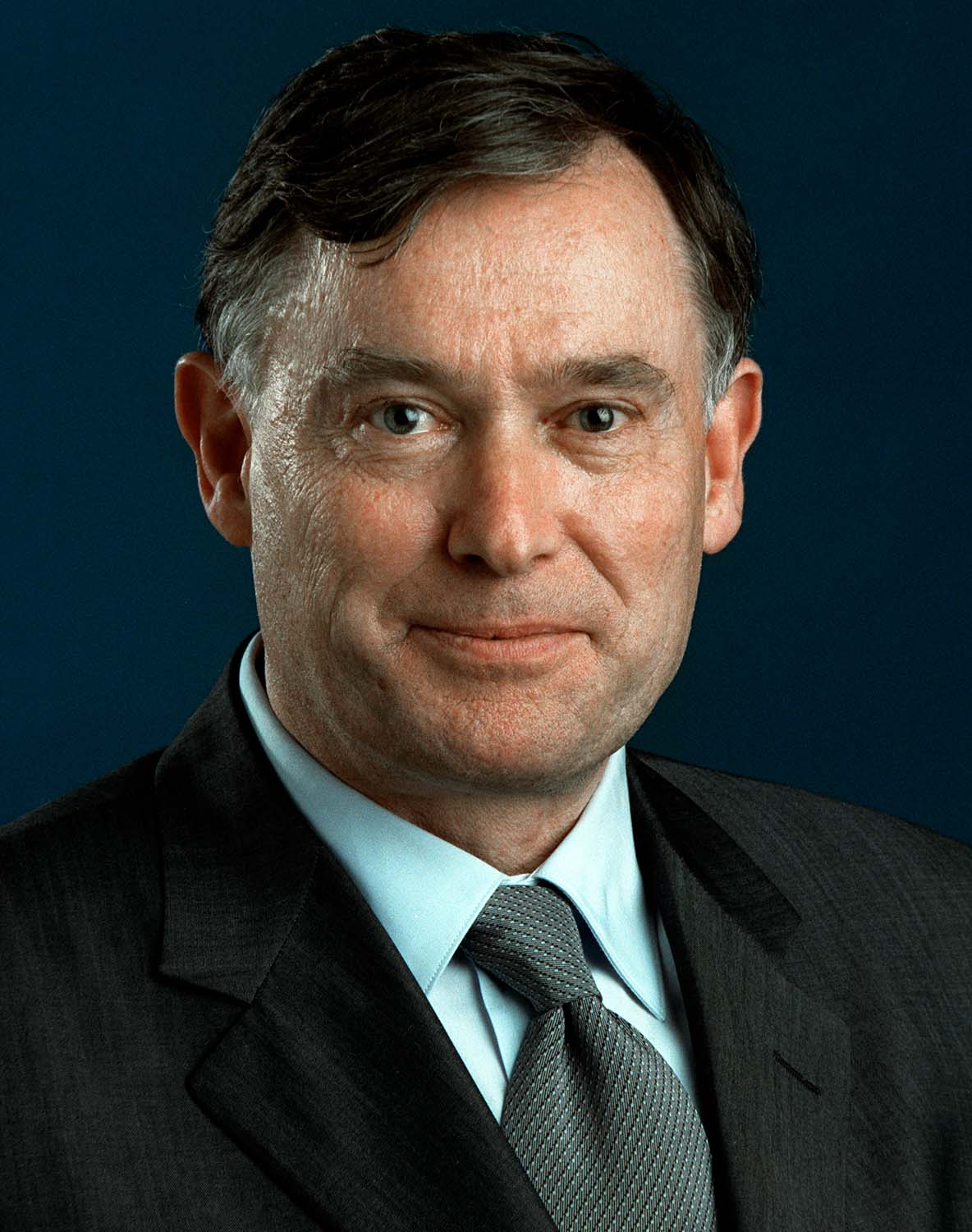
Horst Köhler
1 februari

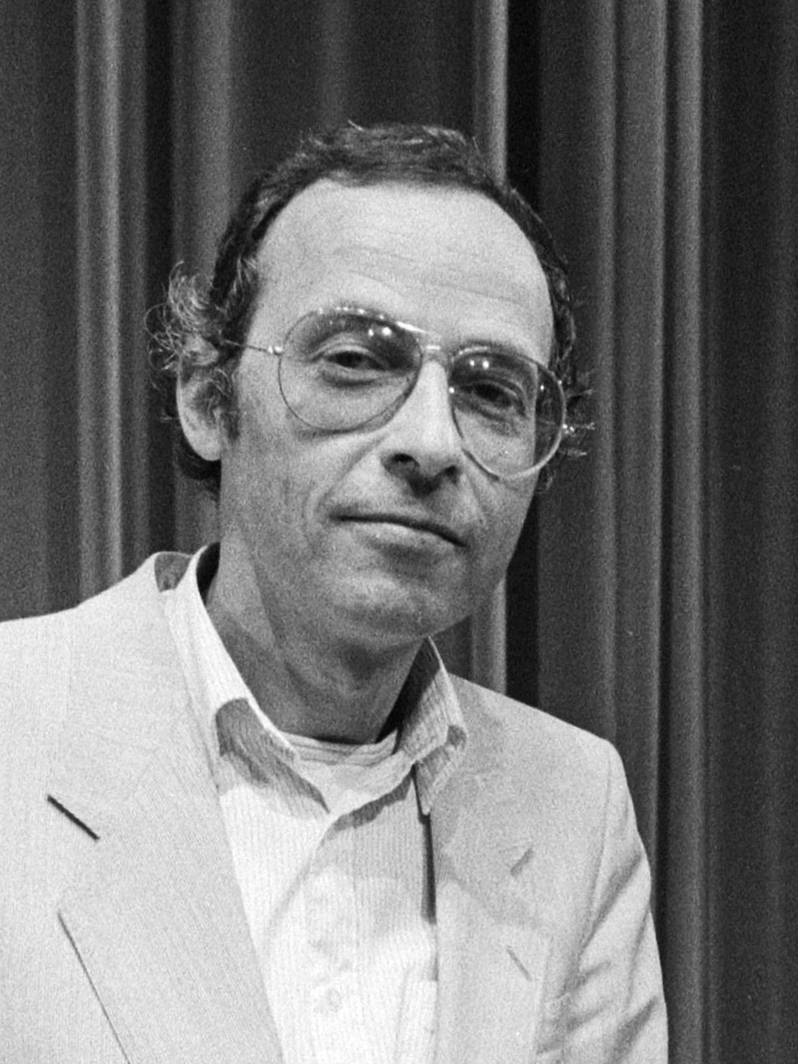
Carel Weeber
2 februari

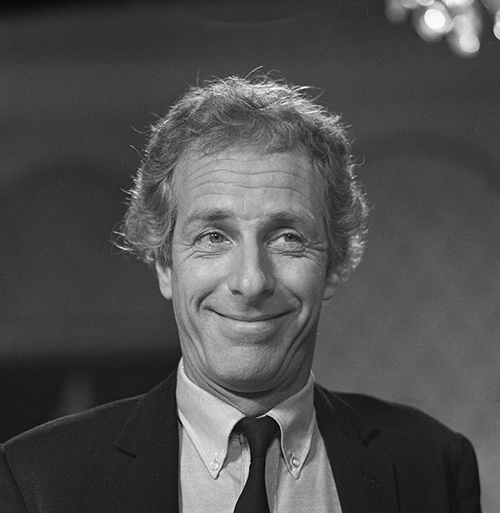
Ferd Hugas
3 februari

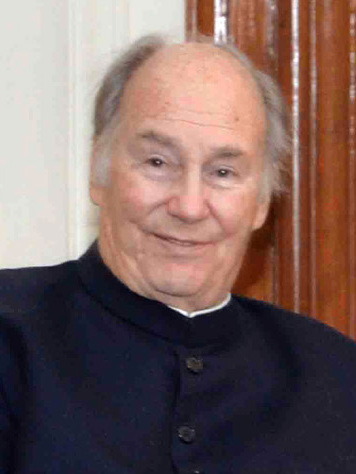
Aga Khan IV
4 februari

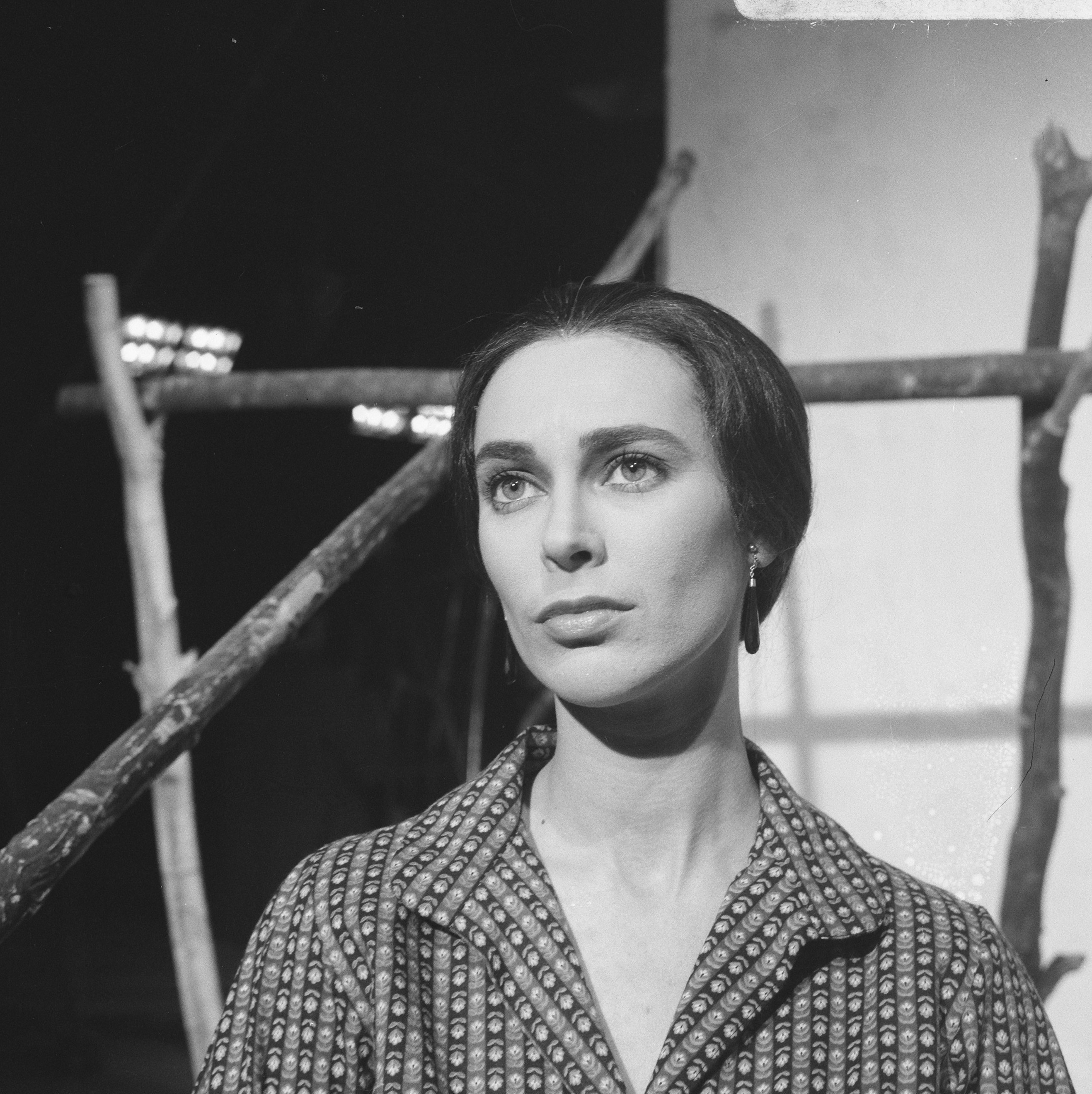
Sigrid Koetse
9 februari

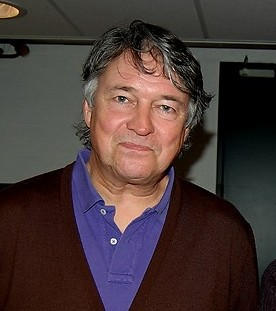
Ron Brandsteder
10 februari

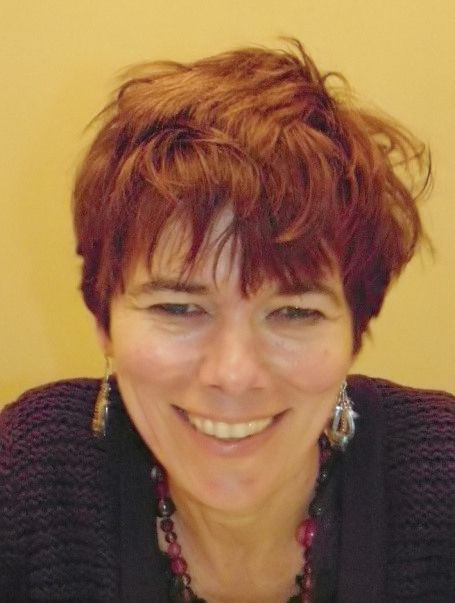
Anneke Scholtens
11 februari

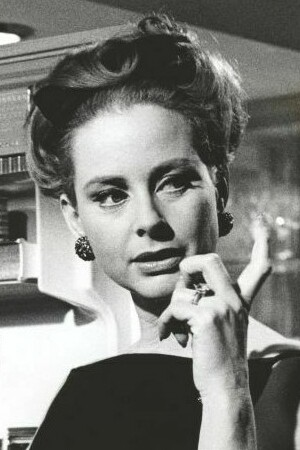
Geneviève Page
14 februari

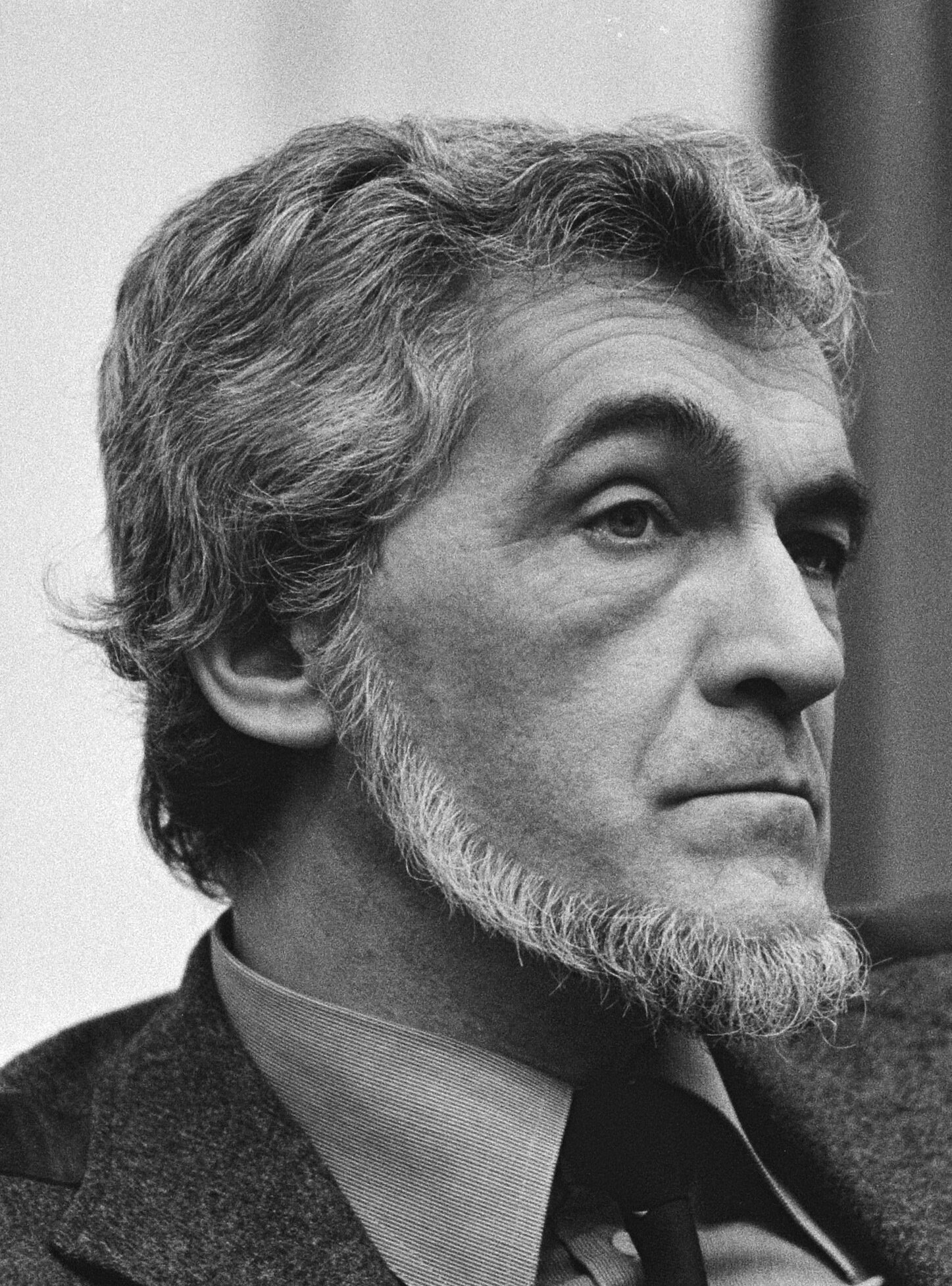
Jaap van der Doef
15 februari

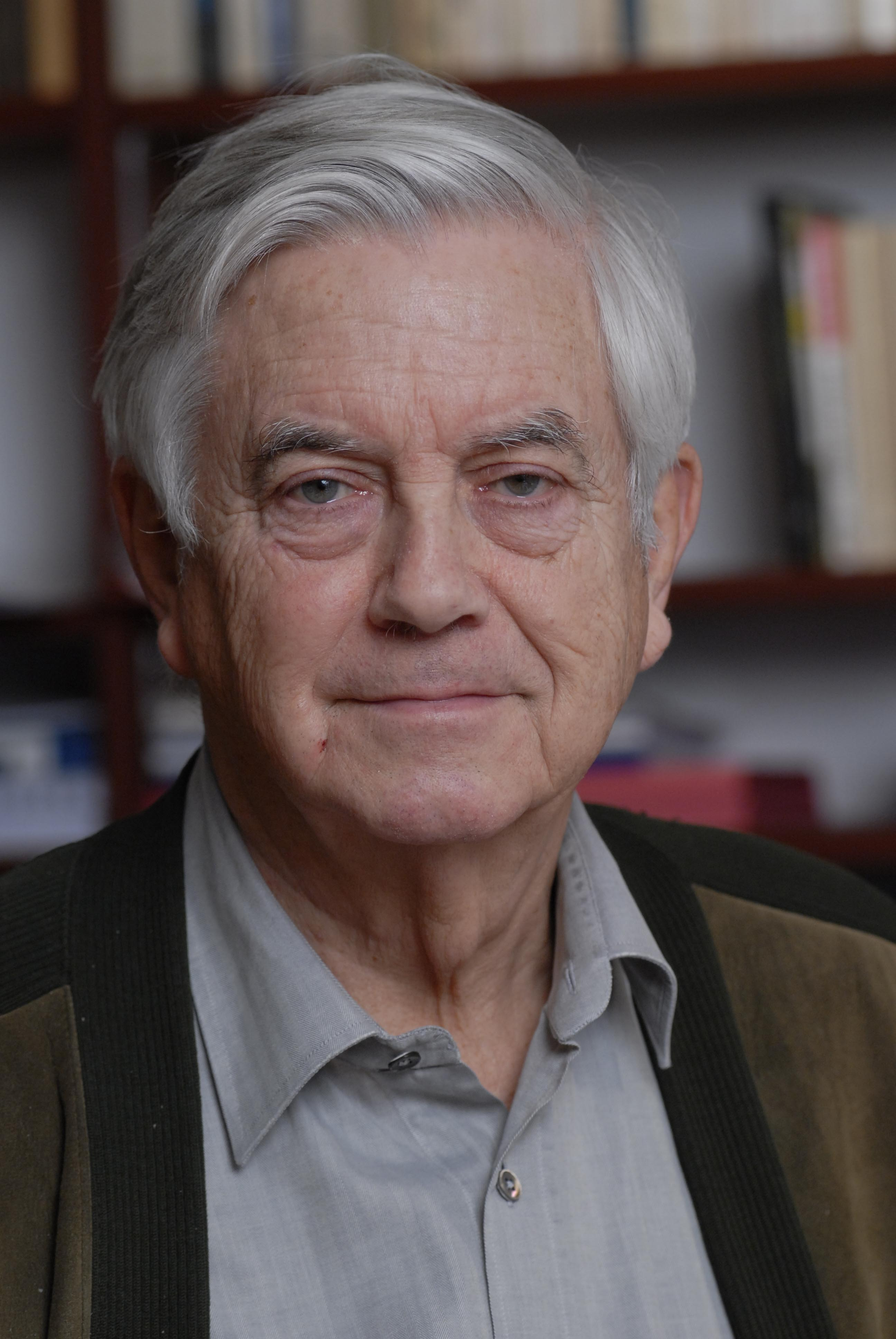
Frits Bolkestein
17 februari

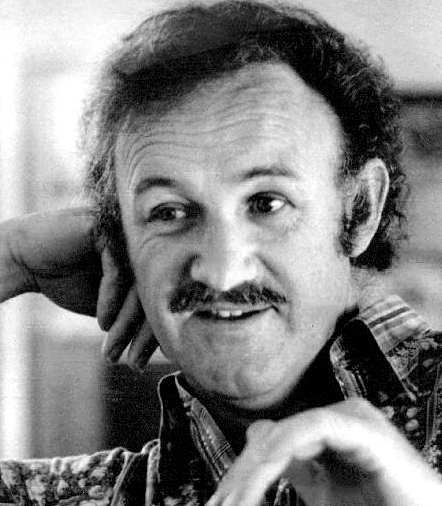
Gene Hackman
waarschijnlijk rond 18 februari

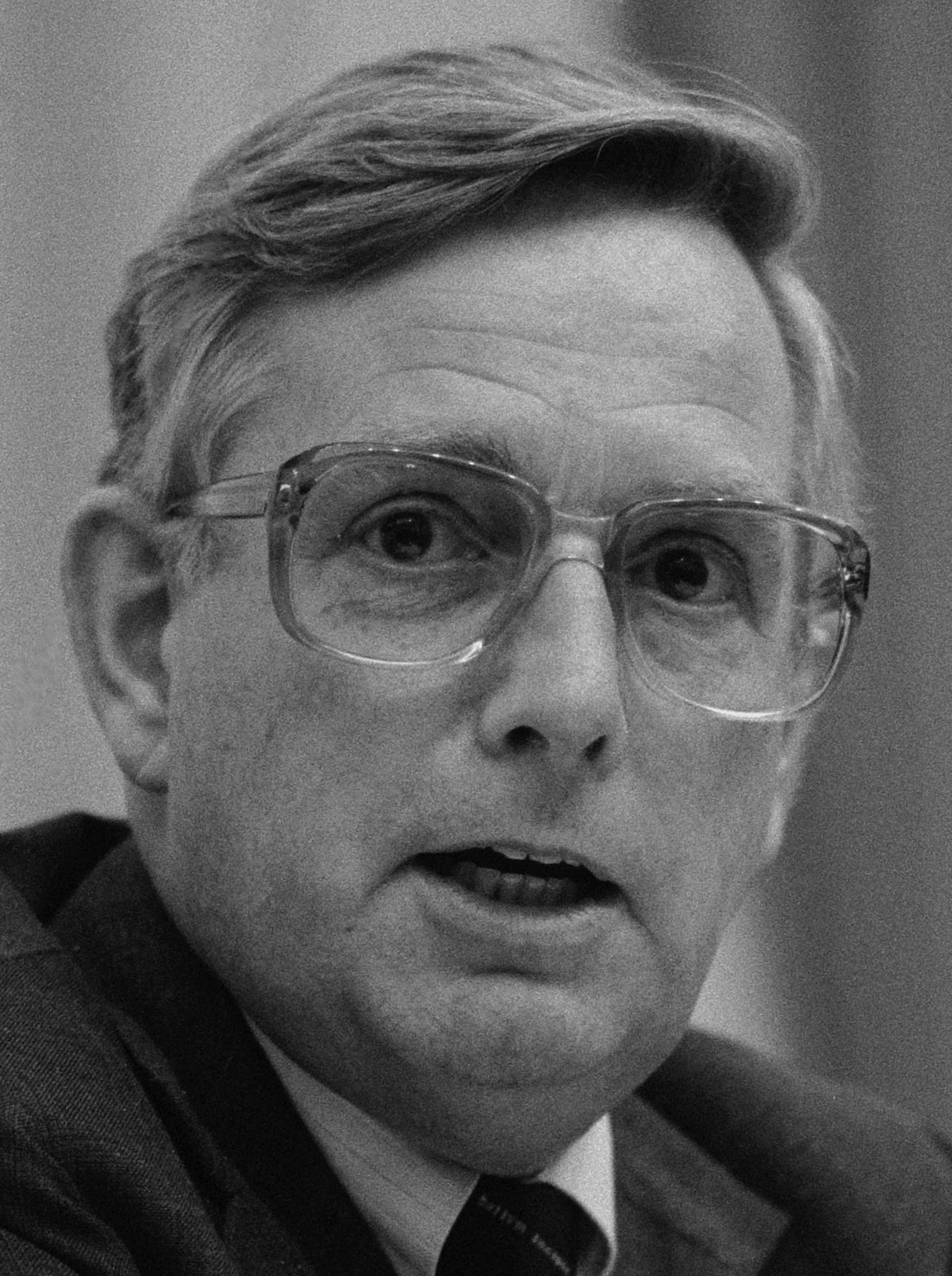
Frits Korthals Altes
19 februari

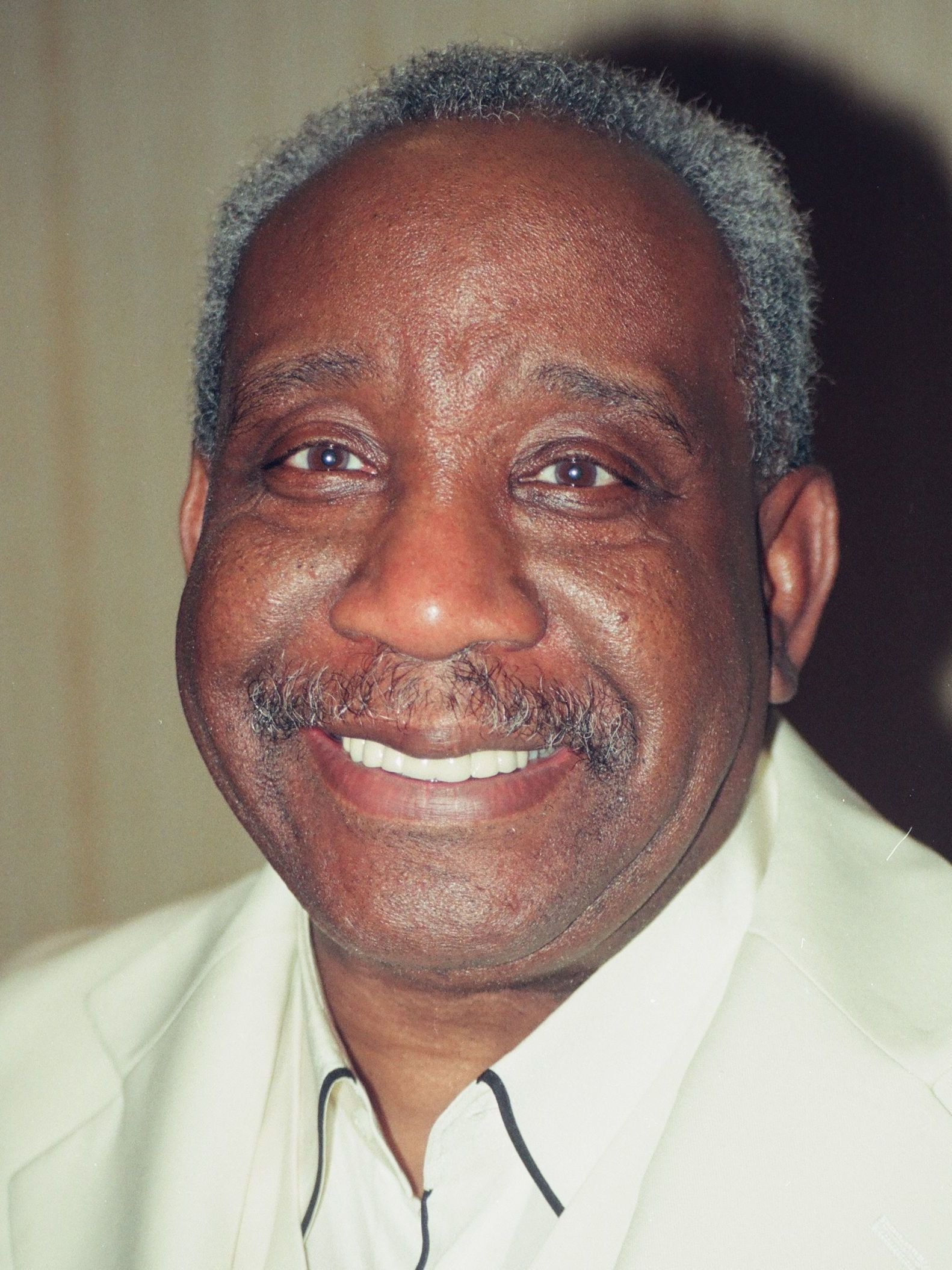
Jerry Butler
20 februari

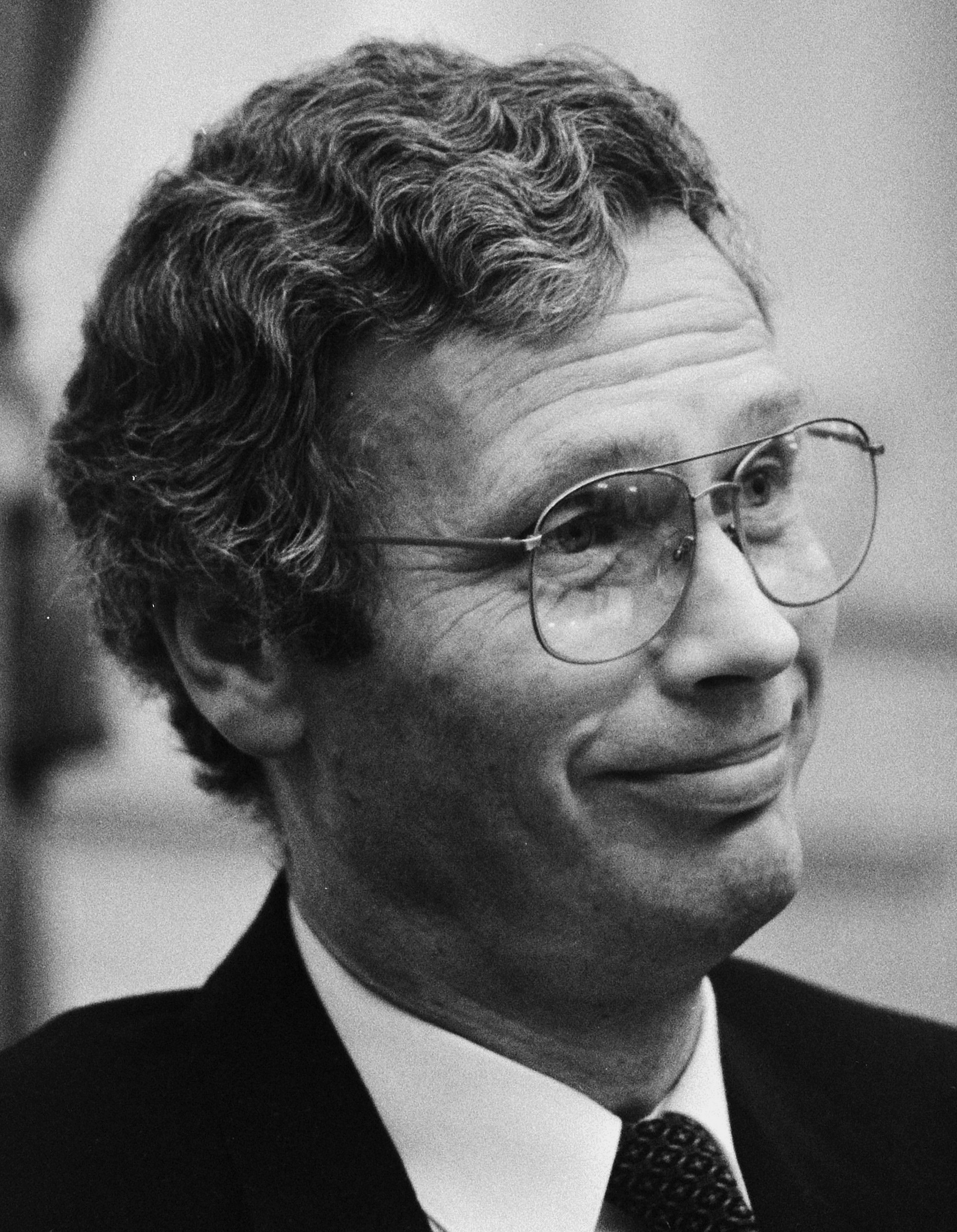
Hans van den Broek
22 februari

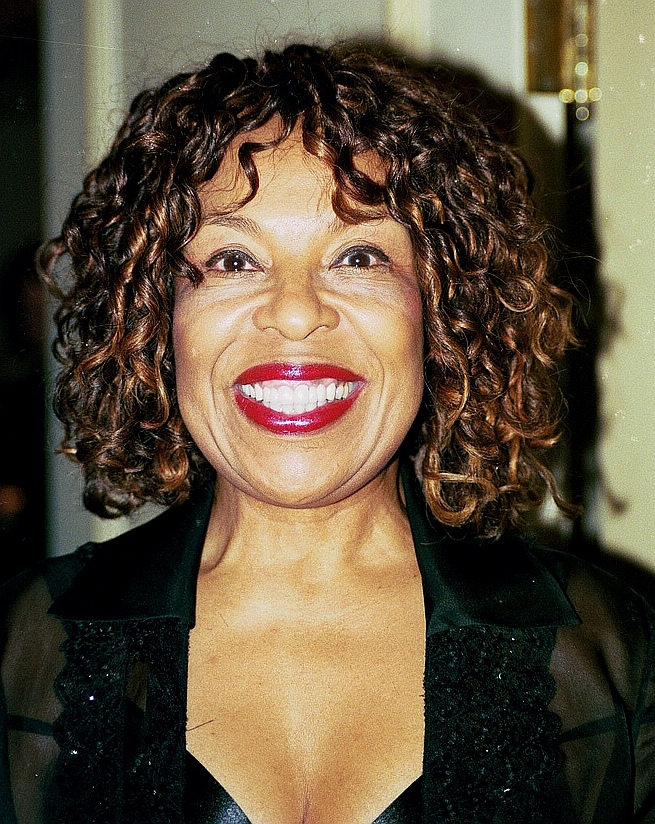
Roberta Flack
24 februari

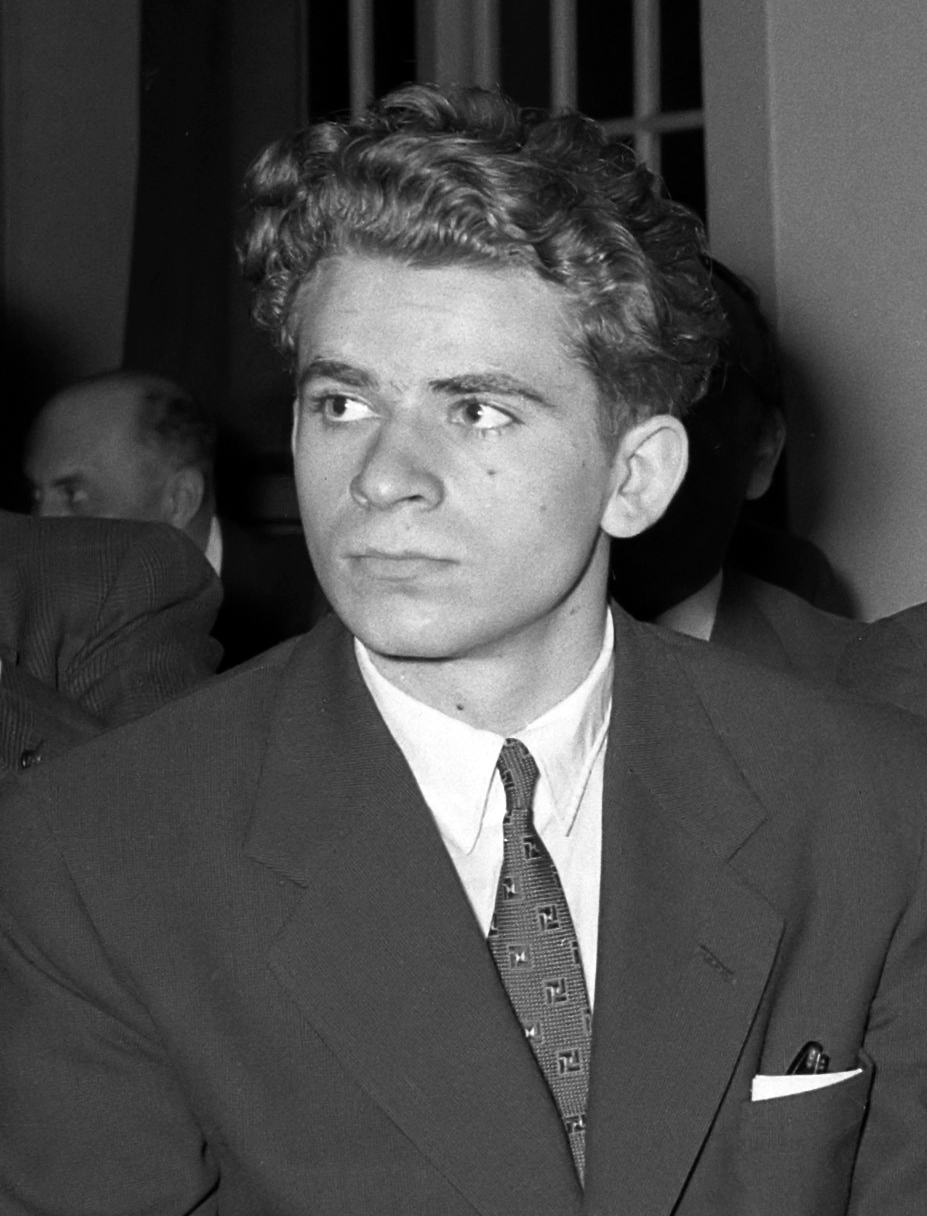
Boris Spasski
27 februari

| 1 | 2 | 3 | 4 | 5 | 6 | 7 | 8 | 9 | 10 | 11 | 12 | 13 | 14 | 15 | 16 | 17 | 18 | 19 | 20 | 21 | 22 | 23 | 24 | 25 | 26 | 27 | 28 |
| - | - | - | - | - | - | - | - | - | -- | -- | -- | -- | -- | -- | -- | -- | -- | -- | -- | -- | -- | -- | -- | -- | -- | -- | -- |

### 1 februari
- Ad Bouwmeester (90), Nederlands bestuurder[1]
- Thyl Gheyselinck (83), Belgisch ondernemer[2]
- Horst Köhler (81), Duits politicus, econoom en bondspresident[3]
- Sigi Renz (86), Duits wielrenner[4]
- Johan Van den Driessche (71), Belgisch politicus[5]

### 2 februari
- Ogün Altıparmak (86), Turks voetballer[6]
- Lee Joo Shil (80), Zuid-Koreaans actrice[7]
- Brian Murphy (92), Brits acteur[8]
- Carel Weeber (87), Curaçaos-Nederlands architect[9]
- Barbie Xu (48), Taiwanees actrice, zangeres en televisiepresentatrice[10]

### 3 februari
- Joost Brugman (94), Nederlands poppenspeler[11]
- Ferd Hugas (87), Nederlands acteur en scenarioschrijver[12]
- Antônio Lima dos Santos (83), Braziliaans voetballer[13]

### 4 februari
- Aga Khan IV (88), Brits-Portugees-Frans-Zwitsers religieus leider[14]
- Maria Teresa Horta (87), Portugees dichteres, activiste en feministe[15]
- Marijke Stultiens-Thunnissen (97), Nederlands beeldend kunstenaar[16]

### 5 februari
- Irv Gotti (Irving Lorenzo) (54), Amerikaans muziekproducent[17]
- Dave Jerden (75), Amerikaans geluidstechnicus en muziekproducent[18]
- Robert Ian Moore (83), Brits historicus[19]
- Mike Ratledge (81), Brits musicus[20]
- Marnix Schmidt (70), Nederlands persfotograaf[21]

### 6 februari
- Wim van den Dungen (80), Nederlands voetballer[22][23]
- Nigel McCrery (71), Brits scenarioschrijver[24]
- Richard Meredith (92), Amerikaans ijshockeyer[25]
- Frans Schellens (88), Belgisch voetballer en voetbaltrainer[26]
- Paul-Loup Sulitzer (78), Frans schrijver en econoom[27]

### 7 februari
- Dafydd Elis-Thomas (78), Brits politicus[28]
- Tony Roberts (85), Amerikaans acteur[29]
- Henk Versnel (88), Nederlands hoogleraar, classicus en historicus[30][31]
- Frans van Woerden (78), Nederlands literair vertaler [32]

### 8 februari
- Gyalo Döndrub (96), Tibetaans verzetsstrijder en diplomaat[33]
- Rob van Eijck (76), Nederlands stripschrijver en vertaler[34][35]
- Peter van der Hurk (75), Nederlands paragnost[36]
- Yrjö Kukkapuro (91), Fins meubelontwerper en interieurarchitect[37]
- Sam Nujoma (95), president van Namibië[38]

### 9 februari
- Tony Kinsey (97), Brits jazzdrummer, orkestleider en componist[39]
- Sigrid Koetse (89), Nederlands actrice[40]
- Amal Nasser el-Din (96), Israëlisch politicus[41]
- Tom Robbins (92), Amerikaans schrijver[42]

### 10 februari
- Gerrit Bakker (76), Nederlands kunstenaar en tekenaar[43]
- Ron Brandsteder (74), Nederlands televisiepresentator, zanger en (stem)acteur[44]
- John Cernuto (81), Amerikaans pokerspeler[45]
- Wojciech Dziembowski (85), Pools astronoom[46]
- Vincent van Engelen (77), Nederlands radio-dj, presentator en stemacteur[47]
- Kris Fierens (67), Belgisch beeldend kunstenaar [48]
- Maria Tipo (93), Italiaans pianiste[49]

### 11 februari
- Joop Berkhout (94), Nederlands boekenuitgever[50]
- Yvonne Choquet-Bruhat (101), Frans wis- en natuurkundige[51]
- Jan Drenth (99), Nederlands chemicus[52]
- Bernard Lagacé (94), Canadees organist en klavecinist[53]
- Gerrit Niehaus (84), Nederlands voetballer[54][55]
- Georgios Roubanis (95), Grieks atleet[56]
- Anneke Scholtens (69), Nederlands kinderboekenschrijfster[57]

### 12 februari
- Tommy Hunt (91), Amerikaans soulzanger[58]

### 13 februari
- Jacqueline van Maarsen (96), Nederlands schrijfster[59]
- Paul Pataer (86), Belgisch politicus[60]
- Jim Guy Tucker (81), Amerikaans politicus[61]

### 14 februari
- Cees de Boer (83), Nederlands voetballer[62]
- Martje Ceulemans (39), Belgisch actrice[63]
- Marco Ebben (32), Nederlands topcrimineel[64]
- James Ferguson (65), Amerikaans antropoloog[65]
- Kevyn Major Howard (69), Amerikaans acteur[66]
- Alice Hirson (95), Amerikaans actrice[67]
- Jos Kets (107), oudste Belgische man[68]
- Geneviève Page (97), Frans actrice[69]
- Francesco Rivella (97), Italiaans chemicus en manager[70]

### 15 februari
- Gerhart Baum (92), Duits politicus[71]
- Chantal De Spiegeleer (67), Belgisch stripauteur en tekenaar[72]
- Jaap van der Doef (90), Nederlands politicus[73]
- Marianna Franken (97), Nederlands keramiste[74]
- Muhsin Hendricks (57), Zuid-Afrikaans imam[75]
- Tonny Zwollo (83), Nederlands architecte[76]

### 16 februari
- Kim Sae-ron (24), Zuid-Koreaans actrice[77]
- Dorine van der Klei (84), Nederlands zangeres[78]
- Vladimír Válek (89), Tsjechisch dirigent[79]

### 17 februari
- Frits Bolkestein (91), Nederlands politicus[80]
- Rick Buckler (69), Brits drummer[81]
- Antonine Maillet (95), Canadees romanschrijfster, toneelschrijfster en literatuurwetenschapster[82]
- Volker Roth (83), Duits voetbalscheidsrechter[83]

### 18 februari
- Gordon Fleet (79), Brits-Australisch drummer[84]
- Marian Turski (Moshe Turbowicz) (98), Pools historicus en journalist[85]
- Aad Vlaar (90), Nederlands politicus en bestuurder[86]

### 19 februari
- Soulemay Cissé (84), Malinees filmmaker[87]
- Frits Korthals Altes (93), Nederlands politicus[88]
- N'Diaga Samb (58), Senegalees dammer[89]
- Willie Walsh (90), Iers bisschop[90]

### 20 februari
- Gerry Arling (63), Nederlands muzikant[91][92]
- Jerry Butler (85), Amerikaans soulzanger en songwriter[93]
- Frankétienne (Frank Étienne) (88), Haïtiaans schrijver en dichter[94]
- Ernst Hilbich (93), Duits acteur[95]
- Peter Jason (Peter Edward Ostling) (80), Amerikaans acteur[96]
- Ilkka Kuusisto (91), Fins componist[97]
- Evan Williams (81), Schots voetballer[98]

### 21 februari
- Frederik Beekmans (Fred Bekky) (81), Belgisch zanger en componist[99]
- Ioan James (96), Brits wiskundige[100]
- Henk Kramer (Henxs) (66), Nederlands ondernemer[101]
- Gwen McCrae (Gwen Mosley) (81), Amerikaans zangeres[102]
- Henk Scholte (65), Nederlands zanger en presentator[103]

### 22 februari
- Hans van den Broek (88), Nederlands politicus[104]
- Dick Wijte (77), Nederlands politicus[105]

### 23 februari
- Chris Jasper (73), Amerikaans zanger[106]
- Wil Hulshof-van Montfoort (89), Nederlands atlete[107]
- Henk Slebos (82), Nederlands ingenieur en zakenman[108]

### 24 februari
- Frank Dingenen (74), Belgisch acteur, zanger, scenarioschrijver en presentator[109][110]
- Roberta Flack (88), Amerikaans zangeres[111]
- Piet van Katwijk (74), Nederlands wielrenner[112]
- Tom Stoelinga (89), Nederlands onderwijsbestuurder[113][114]
- Frederik Van Rossum (85), Belgisch componist[115]

### 25 februari
- Ferenc Rados (90), Hongaars pianist[116]
- Reninca (Renée Lauwers) (101), Belgisch dichteres[117]

### 26 februari
- Monika Lundi (82), Duits actrice[118]
- Michelle Trachtenberg (39), Amerikaans actrice[119]
- Corry Vreeken (96), Nederlands schaakster[120]

### 27 februari
- Oleg Koetoezov (89), Sovjet-Russisch basketballer[121]
- Paul L. Maier (94),  Amerikaans historicus en romanschrijver[122]
- Boris Spasski (88), Russisch schaker[123]
- Marvin Wijks (40), Nederlands voetballer[124]

### 28 februari
- Buster Poindexter (David Johansen) (75), Amerikaans zanger en acteur[125]
- Evert Teunissen (95), Nederlands voetbaltrainer[126]

### Datum onbekend
- Rika Bruins (90), Nederlands zwemster[127]
- Gene Hackman (95), Amerikaans acteur (waarschijnlijk rond 18 februari)[128]

januari · februari · maart · april · mei · juni · juli
1900 ·
1901 ·
1902 ·
1903 ·
1904 ·
1905 ·
1906 ·
1907 ·
1908 ·
1909 ·
1910 ·
1911 ·
1912 ·
1913 ·
1914 ·
1915 ·
1916 ·
1917 ·
1918 ·
1919 ·
1920 ·
1921 ·
1922 ·
1923 ·
1924 ·
1925 ·
1926 ·
1927 ·
1928 ·
1929 ·
1930 ·
1931 ·
1932 ·
1933 ·
1934 ·
1935 ·
1936 ·
1937 ·
1938 ·
1939 ·
1940 ·
1941 ·
1942 ·
1943 ·
1944 ·
1945 ·
1946 ·
1947 ·
1948 ·
1949 ·
1950 ·
1951 ·
1952 ·
1953 ·
1954 ·
1955 ·
1956 ·
1957 ·
1958 ·
1959 ·
1960 ·
1961 ·
1962 ·
1963 ·
1964 ·
1965 ·
1966 ·
1967 ·
1968 ·
1969 ·
1970 ·
1971 ·
1972 ·
1973 ·
1974 ·
1975 ·
1976 ·
1977 ·
1978 ·
1979 ·
1980 ·
1981 ·
1982 ·
1983 ·
1984 ·
1985 ·
1986 ·
1987 ·
1988 ·
1989 ·
1990 ·
1991 ·
1992 ·
1993 ·
1994 ·
1995 ·
1996 ·
1997 ·
1998 ·
1999 ·
2000 ·
2001 ·
2002 ·
2003 ·
2004 ·
2005 ·
2006 ·
2007 ·
2008 ·
2009 ·
2010 ·
2011 ·
2012 ·
2013 ·
2014 ·
2015 ·
2016 ·
2017 ·
2018 ·
2019 ·
2020 ·
2021 ·
2022 ·
2023 ·
2024 ·
2025